# Söken, Çamaş
Söken là một xã thuộc huyện Çamaş, tỉnh Ordu, Thổ Nhĩ Kỳ. Dân số thời điểm năm 2010 là 290 người.